# 东部军区
东部军区（俄语：Восточный военный округ）是一个俄罗斯军区。
是俄罗斯联邦武装力量的五个军区之一，其管辖范围主要在俄罗斯远东地区。作为2008年军事改革的一部分，中央军区因2010年9月20日签署的第1144号俄罗斯联邦总统令成立，以取代远东军区和西伯利亚军区外贝加尔山脉部分。 该区于2010年10月21日开始，在康斯坦丁·席丹科海军上将的领导下正式开始履行作战指挥职能。 .
中央军区是俄罗斯按地理面积划分第二大的军区，该区管辖俄罗斯7,000,000平方（2,700,000平方英里）的领土。军区包括11个俄罗斯联邦主体：阿穆尔州、布里亚特共和国、楚科奇自治区、犹太自治州、堪察加边疆区、哈巴罗夫斯克边疆区、马加丹州、滨海边疆区、萨哈共和国、萨哈林州、外贝加尔边疆区。
东部军区总部位于伯力，现任指挥官为亚历山大·朱拉夫里奥夫，他自2017年11月起担任该职位。
2022年1月，在乌克兰危机再次爆发的背景下，东部军区总部部署到白俄罗斯。据报道，来自该地区第5联合军、第29联合军、第35联合军、第36联合军、第68军和太平洋舰队第155海军步兵旅的战斗部队也部署到了白俄罗斯。

## 作战单位

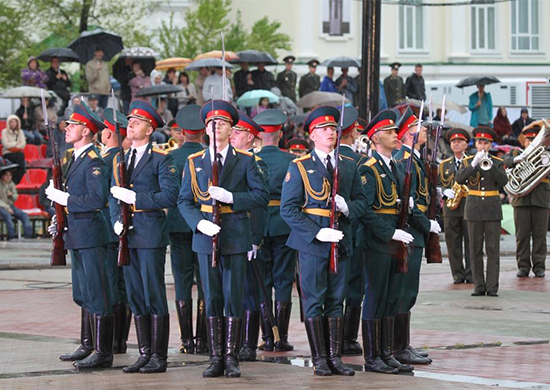
伯力荣誉近卫连

本列表不完全。指挥控制通信系统（C3）旅即为总部旅。
- 104克卢日总部旅（伯力）
- 驻扎在伯力的荣誉近卫连（成立于1971年12月14日，由德米特里·泽林斯基中校领导）[3][4]
- 第106通信旅（领地）（达利涅列琴斯克）
- 第14独立近卫巴拉诺维奇红旗红星工程旅（维亚特卡，哈巴罗夫斯克边疆区）
- 第17独立电子战旅（伯力）
- 第7独立红旗铁道旅（阿穆尔河畔共青城）
- 第50独立铁道旅（斯沃博德内）
- 第118独立浮桥铁道营（伯力）
- 第392太平洋红旗库图佐夫勋章军区初级专家训练中心（英语：392nd District Training Centre）（摩托化步兵部队）（伯力）
- 第212近卫维也纳列宁库图佐夫勋章军区初级专家训练中心（坦克部队）（赤塔）[5]
- 第338亞歷山大·涅夫斯基近卫火箭炮兵旅（雙城子）
- 第51太平洋舰队训练分队（海参崴）
- 第7军士区域训练中心（克尼亚兹-沃尔孔斯科耶，哈巴罗夫斯克边疆区）

第29集团军（赤塔）
- 第101兴安总部旅（赤塔）
- 第36独立近卫罗泽夫斯卡亚红旗摩托化步兵旅（博尔贾）[6]
- 第200炮兵旅（戈尔内）[7]
- 第140鲍里索夫库图佐夫勋章防空火箭旅（多姆纳，外贝加尔边疆区）
- 第3飛彈旅
- 第19防化團

第5集团军（双城子）
- 第127摩托化步兵師（山咀子，双城子境內）
- 第57摩托化步兵旅（比金）
- 第59独立摩托化步兵旅（英语：59th Motor Rifle Brigade）（谢尔盖耶夫卡（英语：Sergeevka））
- 第60摩托化步兵旅（锡比尔采沃（英语：Sibirtsevo）和利波夫齐）
- 第20近卫火箭旅（斯帕斯克达利尼）[8]
- 第305炮兵旅（乌苏里斯克）
- 第8防空火箭旅（拉兹多诺耶，滨海边疆区）
- 第80指挥控制通信系统旅（乌苏里斯克）
- 第35工兵團
- 第25防化團（謝爾蓋耶夫卡）

第68军（南萨哈林斯克）
- 第137独立总部营（南萨哈林斯克）
- 第39独立红旗摩托化步兵旅（霍穆托沃（英语：Khomutovo））
- 第312独立多管炮兵连（达奇诺耶）
- 第676独立工程营（达奇诺耶）
- 第18机枪炮兵师（戈里亚奇-克柳奇，萨哈林州）
  - 第46机枪炮兵团（拉贡诺）
  - 第49机枪炮兵团

第35集团军（别洛戈尔斯克）
- 第38近卫摩托化步兵旅（英语：38th Guards Motor Rifle Brigade）（别洛戈尔斯克-叶卡捷琳诺斯拉夫卡）
- 第64摩托化步兵旅（伯力）
- 第69要塞旅（英语：69th Fortress Brigade (Russia)）（巴布斯托沃，犹太自治州）
- 第107莫济尔斯卡亚列宁红旗火箭旅（英语：107th Rocket Brigade (Russia)）（比罗比詹）[10]
- 第165炮兵旅（别洛戈尔斯克）
- 第71反恐火箭旅（中别拉亚，阿穆尔州）
- 第54指挥控制通信系统旅（别洛戈尔斯克）
- 第37工程营（别列佐夫卡，阿穆尔州）
- 第135独立防核生化营（伯力）

第36集团军（乌兰乌德）
- 第5独立近卫坦克塔辛斯卡亚红旗苏沃洛夫勋章旅（英语：5th Separate Guards Tank Brigade）（乌兰乌德）
- 第37独立近卫摩托化步兵顿河布达佩斯红旗红星旅（英语：37th Guards Motor Rifle Brigade）（恰克图）
- 第103火箭旅（乌兰乌德）
- 第1723防空火箭营（吉达）
- 第75指挥控制通信系统旅（乌兰乌德）

### 空中和防空部队
- 第11空军和防空军（英语：11th Air and Air Defence Forces Army）
- 太平洋舰队航空兵

### 海军
- 太平洋舰队
  - 太平洋海岸支队
  - 堪察加支队（英语：Kamchatka Flotilla）/东北部队集团
  - 其它作战单位、舰船和潜水艇
  - 第55独立海军步兵师（原第155近卫红旗海军步兵旅）
  - 第165独立海军步兵旅
  - 第3海军步兵营（英语：3rd Naval Infantry Regiment (Russia)）

## 指挥官
- 海军上将 康斯坦丁·席丹科（英语：Konstantin Sidenko）（2010年10月 - 2013年10月）
- 上将 謝爾蓋·蘇羅維金（2013年10月 - 2017年11月）
- 上将 亚历山大·朱拉夫里奥夫（英语：Alexander Zhuravlyov）（2017年11 - 2023年2月）
- 中将 鲁斯塔姆·穆拉多夫（2023年2月 - ）